# Дечак са лулом
Дечак са лулом (фр. Garçon à la pipe) је дело шпанског сликара Пабла Пикаса. Насликана је 1905. године, када је Пикасо имао 24 године и био у својој, тзв. Ружичастој фази, непосредно након што се преселио у Монмартр, северно део Париза. Дело се данас налази у приватној колекцији.

## Краћа биографија аутора
Пикасо је рођен 1881. године у Малаги, у Шпанији, а умро 1973. године у Мужину, у Француској, где је провео већи део свог живота. Током живота прошао је кроз више фаза: плаво раздобље, ружичасто раздобље, доба под утицајем афричке примитивне уметности, аналитички кубизам и синтетички кубизам. Један је од највећих сликара, вајара, цртача и графичара 20. века. Заједно са Жоржом Браком се сматра оснивачем кубизма и најзначајнијим сликаром у историји уметности. Његова најзначајнија дела су Стари гитариста, Породица акробата, Жена која јеца, Госпођице из Авињона, и Герника, које је сматрао за своје монументално дело.

## Анализа уметничког дела
Тема овог дела је портрет. Реч је о портрету париског дечака који седи и држи лулу у левој руци, а на глави носи венац од цвећа. Техника је уље на платну. Слика је рађена по моделу и прве припреме овог рада су укључивали позиционирање дечака. Пикасо је био неодлучан да ли треба да дечак стоји, седи или да буде наслоњен на зид. Много је времена одузело и то како да дечак постави руку, под којим углом и на којој висини. У почетку, дечак је држао само лулу. Иако је почео да слика, дело је оставио око месец дана. Након тога је додао и венац на главу, а у крајњој верзији додато је и цвеће иза дечака у облику крила.
Када је насликао ову слику, Пикасо је живео у згради Le Bateau-Lavoir, у Монмартру. Он је често користио суграђане на својим делима, али мало се зна о дотичном дечаку са слике. Оно што је чињеница судећи по различитим изворима јесте да је тај дечак био модел, тинејџер и често боравио у Пикасовом студију, волонтирајући позирао за слике уља на платну. Коментар Пикасов о идентитету дечака је Локални човек, глумац, господа, делинквент... Остајао је тамо понекад и цео дан. Гледао ме је како радим. Волео је то. Из овога можемо претпоставити да Пикасо није желео да открије ко је тај дечак, или, једноставно, стварно није знао ко је. Међутим, многи извештаји говоре да је реч о „малом Лују“.
Први пут слика је продата 1950. године за 30.000 америчких долара. Касније, 5. маја 2004. године, је продата за тада рекордних 104,1 милиона америчких долара. То је био први пут да је једно уметничко дело продато за више од 100 милиона. Тај рекорд је оборен у мају 2010. године, након пуних 6 година. Многи критичари су изјавили да слика и нема толику вредност, колико је има само име сликара.

## Физичке карактеристике
Димензије овог дела су 100 са 81,3 cm, техника је уље на платну. Данас се налази у приватној колекцији. Тематика је жанровска. Коришћени ликовни елементи су претежно боје и контраст наранџастог и плавог, али има и облика, светлости и сенке.